# Jean-Armand Dubourdieu
Pour les articles homonymes, voir Dubourdieu.
Jean-Armand Dubourdieu (Montpellier, 1652-Londres, 26 juillet 1720), est un ministre protestant français. 

## Biographie
La publication de son Avis de la Sainte Vierge sur ce que tous les siècles doivent dire d'elle lui vaut une polémique avec Jacques-Bénigne Bossuet. A la révocation de l'édit de Nantes, il s'exile en Angleterre et devient aumônier de la Maison de Schomberg. Il est ainsi au côté de Frédéric-Armand de Schomberg lors de la bataille de la Boyne et accompagne son fils Charles à Turin en 1691. Il ramène le corps de ce dernier à Lausanne lorsqu'il est tué à la bataille de La Marsaille. Il officie ensuite pasteur de l'église française de Savoie à Londres.
Aumônier du duc de Devonshire, il devient recteur de Sawtrey-Moynes (en) (1701) et doit s'expliquer en mai 1713 devant l'évêque de Londres pour ses attaques envers Louis XIV.
Pour l'auteur David Carnegie Andrew Agnew, dans son ouvrage Protestant Exiles from France, il y eut deux Dubourdieu à la même époque et les biographes en confondent les évènements. Agnew pense qu'il pouvait s'agir d'oncle et neveu ou de père et fils. Il s'appuie sur le fait que l'un serait mort le 26 juillet 1720 à Londres alors qu'en janvier 1724 est publié Méphiboseth par Jean-Armand Dubourdieu, à une date donc posthume à son décès.

## Œuvres
- Dissertation historique et critique sur le martyre de la légion thébaine, 1705
- Comparaison des lois pénales de France contre les protestants avec celles de l'Angleterre contre les papistes, 1717
- Traité sur le retranchement de la coupe (L'ouvrage est réfuté par Bossuet dans son Traité de la communion sous les deux espèces par la Lettre sur le culte que l'église catholique rend à la sainte Vierge).